# Leon B. Postigo
Leon B. Postigo é um município de  quarta classe de renda municipal (d) na província Zamboanga do Norte, nas Filipinas. De acordo com o censo de 1 de maio  de  2020 possui uma população de 27 639 pessoas e 6 308 domicílios.